# Historia Polski (1697–1763)

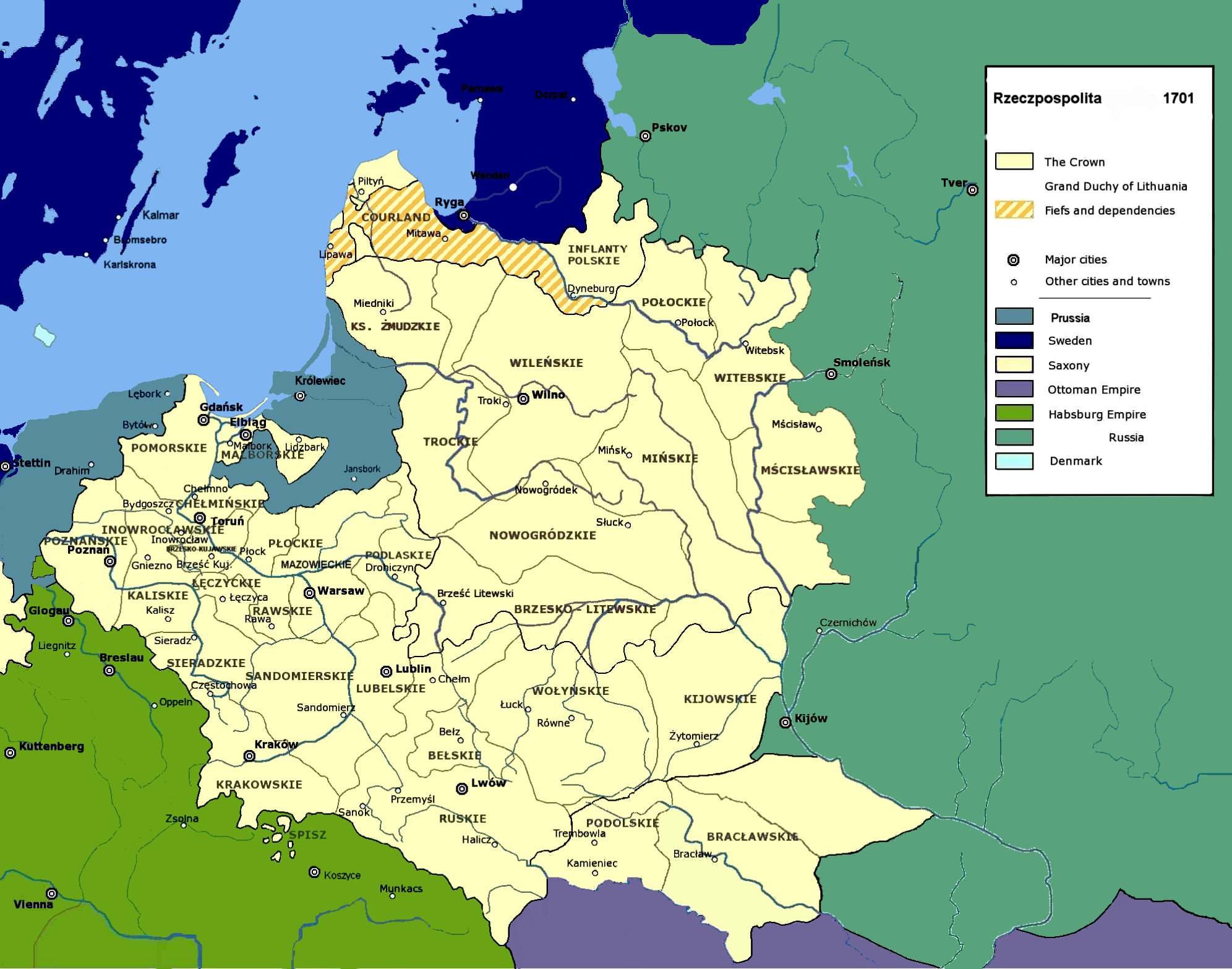
Rzeczpospolita przedrozbiorowa

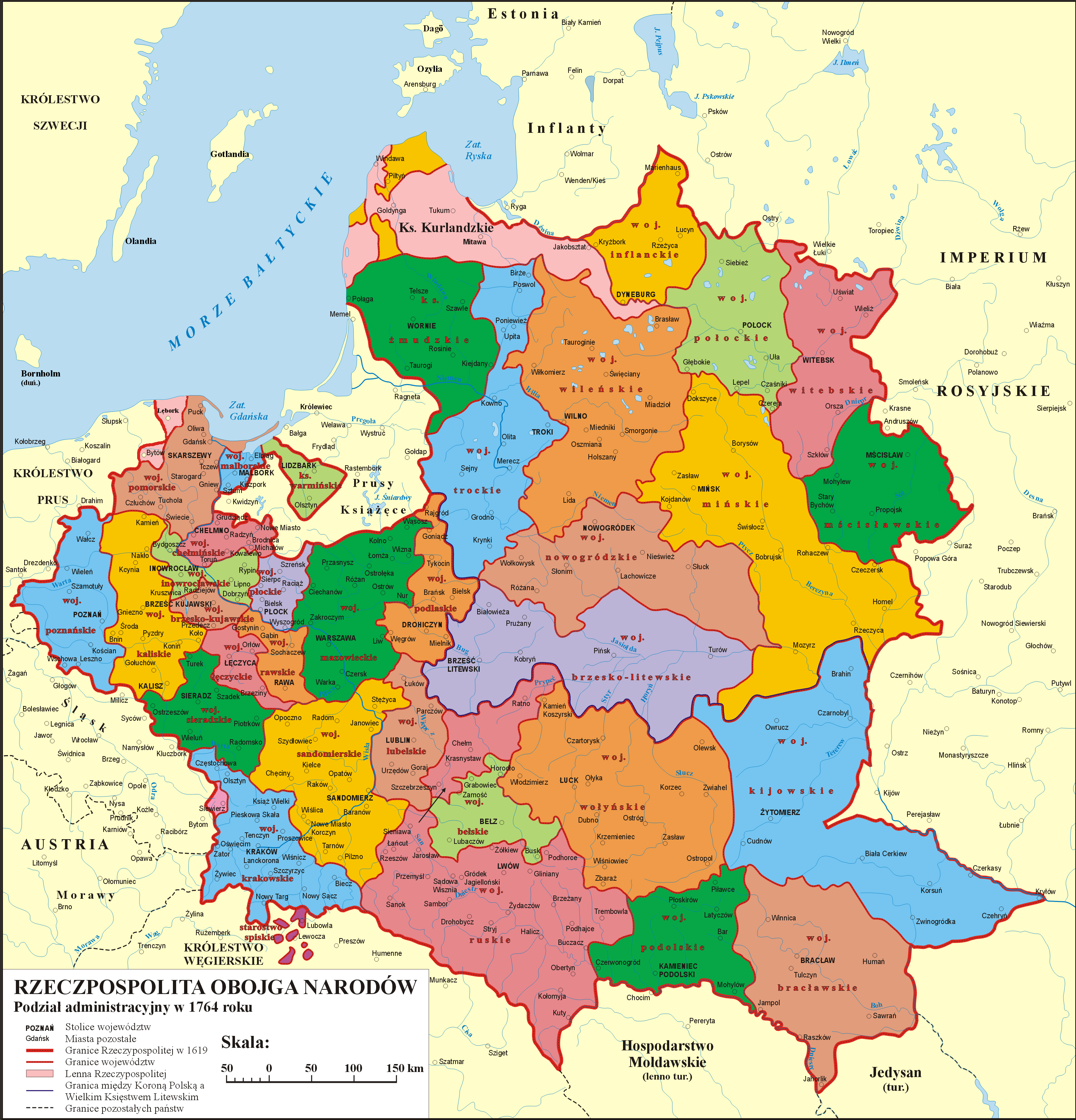
Podział terytorialny Rzeczypospolitej Obojga Narodów w czasach saskich

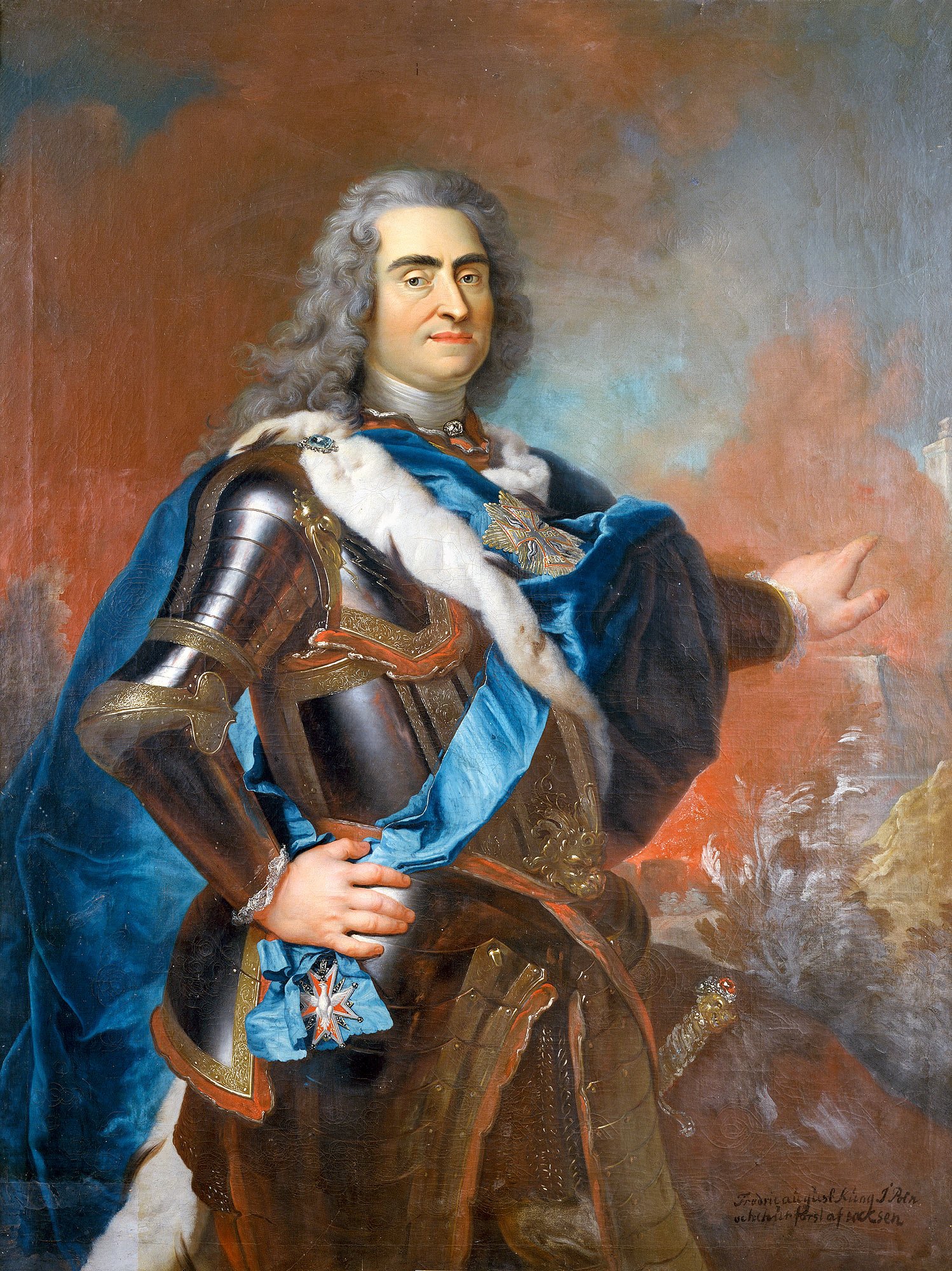
August II na obrazie Louis de Silvestre

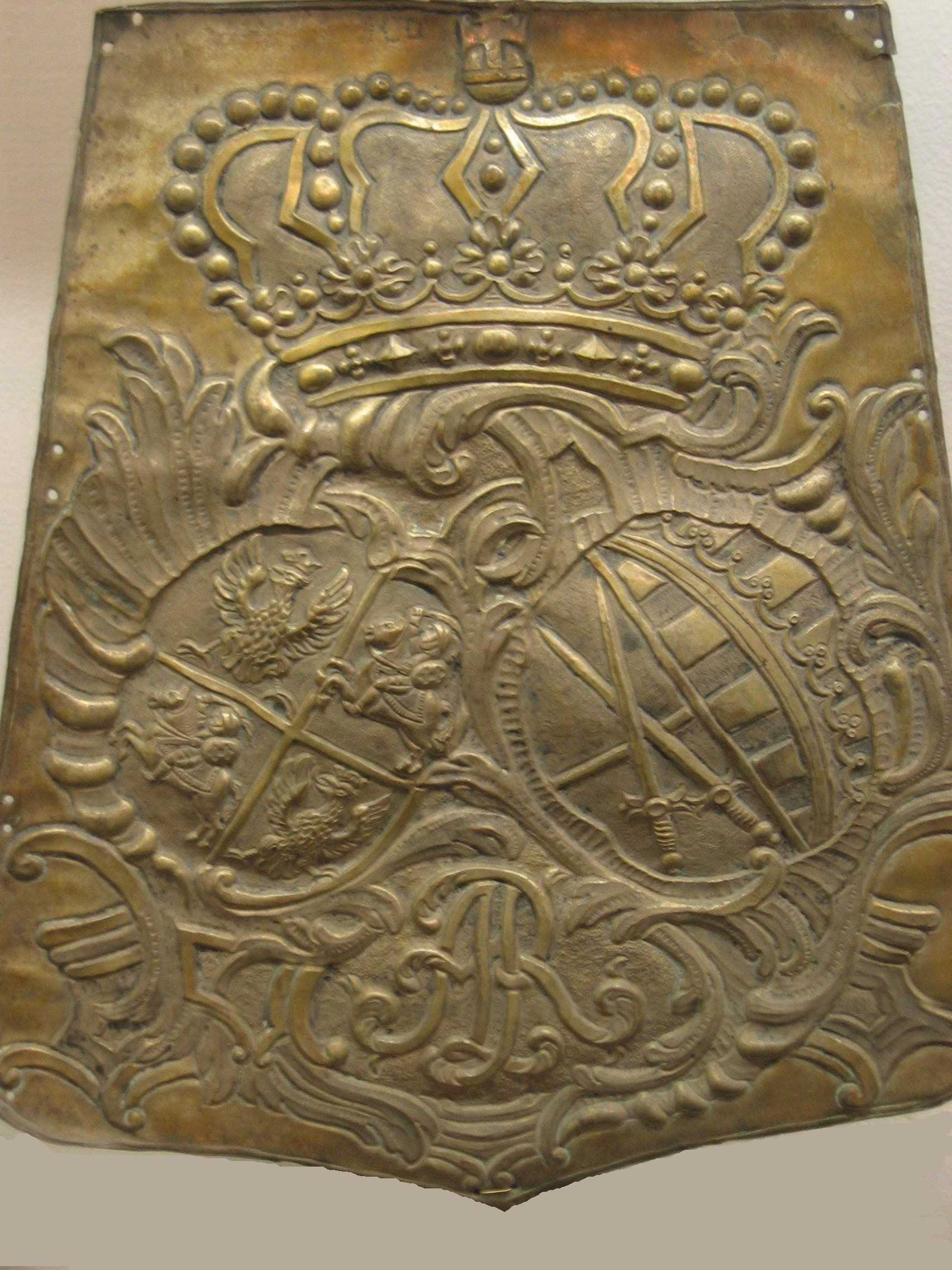
Herb Augusta II Mocnego jako króla Polski, wielkiego księcia Litwy i elektora saskiego, na dole cyfra królewska

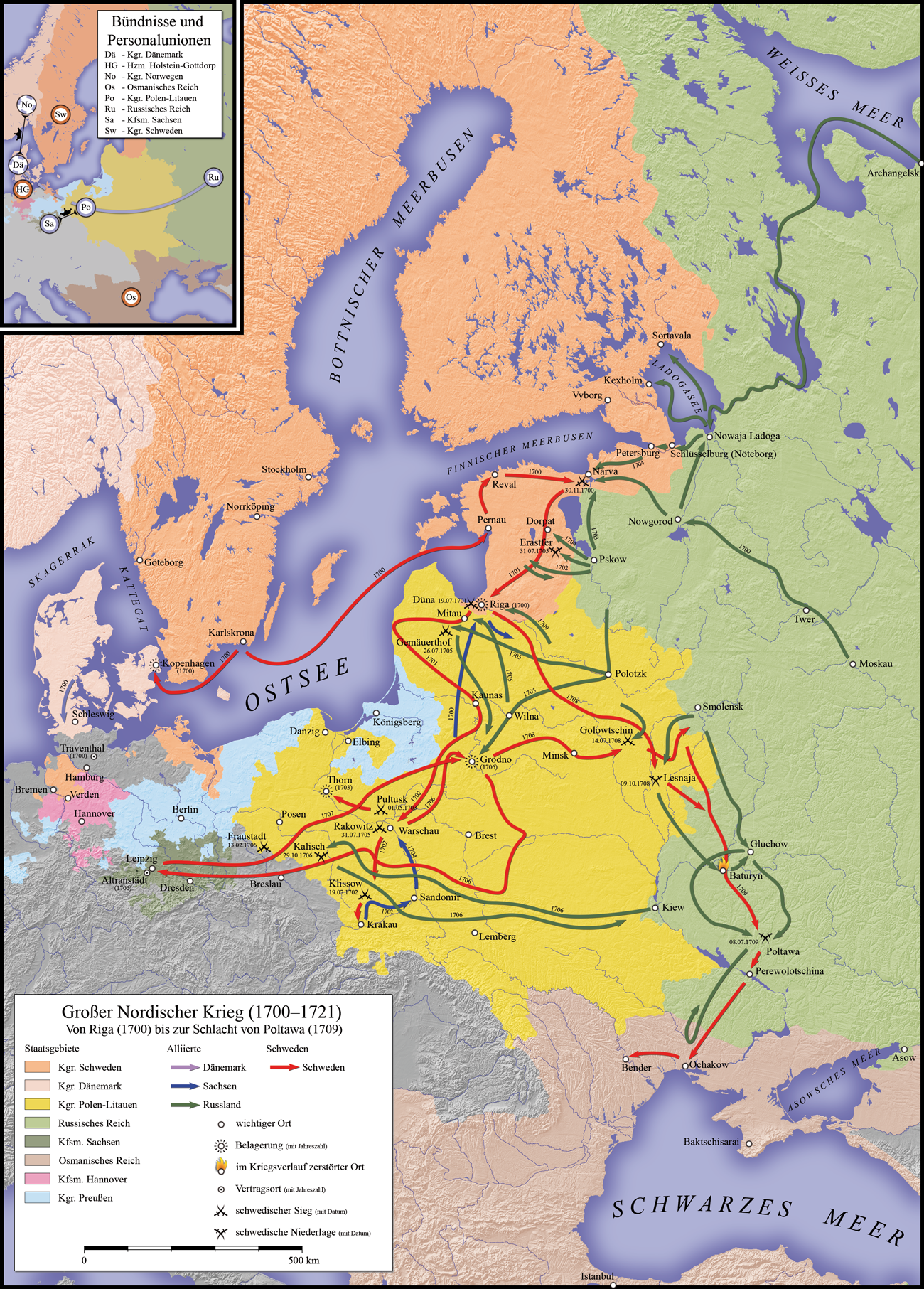
Pierwsza faza III wojny północnej

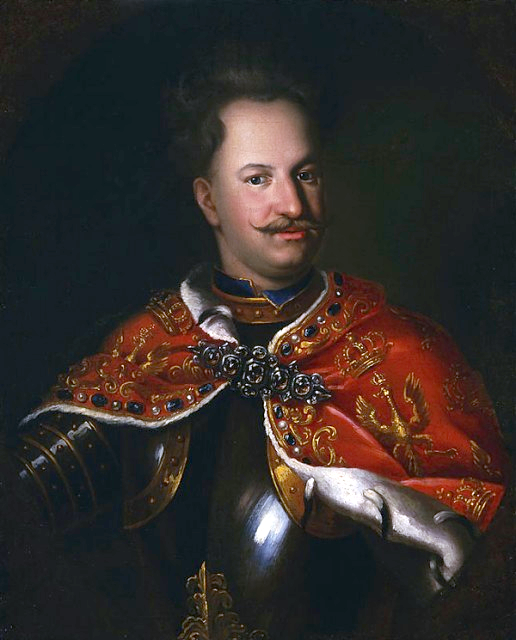
Stanisław Leszczyński w czasie swojego pierwszego panowania

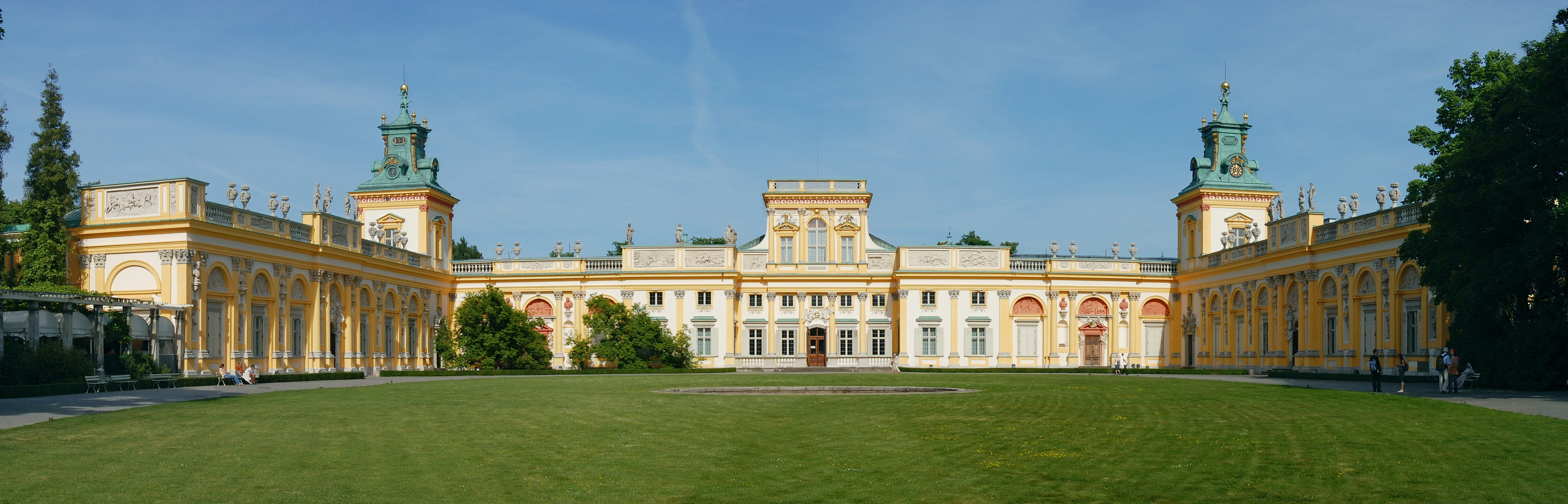
Pałac w Wilanowie, rezydencja Augusta II Mocnego w latach 1730-1733, skrzydła boczne dobudowane w czasach saskich

Historia Polski (1697–1763), Polska w czasach saskich, czasy saskie – w I połowie XVIII w. Rzeczpospolita przeżywała okres poważnego kryzysu politycznego. Były to czasy, kiedy w Polsce rządzili królowie z saskiej dynastii Wettynów, August II (1697–1733) i August III (1733–1763). Ich panowanie było jednak przerywane kolejnymi elekcjami i rządami Stanisława Leszczyńskiego (1704–1709 i 1733–1736).

## Dzieje polityczne

### Elekcja Augusta II Mocnego
Bezkrólewie po śmierci Jana III Sobieskiego (1696) przebiegało pod znakiem rywalizacji francusko-habsburskiej. Ludwik XIV zabiegał o wybór księcia Franciszka Ludwika Contiego, któremu wyrósł groźny konkurent w osobie elektora saskiego. Elektor saski, który przeszedł na katolicyzm koronował się na Wawelu jako August II (1697–1733), zwany Sasem lub Mocnym.
W czasie wolnej elekcji przy granicy z Litwą ściągnięto korpus wojsk rosyjskich kniazia Michaiła Grigoriewicza Romodanowskiego, którego obecność miała wymusić rezygnację z kandydatury francuskiej.
W 1698 August II odbył tajną konferencję z carem Rosji Piotrem I w Rawie Ruskiej, gdzie obaj władcy omówili plan wspólnej wojny zaczepnej przeciwko Szwecji oraz rozpoczęli negocjacje traktatu o pomocy wzajemnej w razie buntu poddanych.
Wybór Augusta zapoczątkował polsko-saską unię personalną. Różnice pomiędzy uczestnikami unii były zasadnicze: Saksonia – kraj luterański – rozwinięty gospodarczo, z silnym mieszczaństwem – posiadała ustrój zbliżony do absolutyzmu. August II traktował tron polski jako kapitał polityczny mający wzmocnić pozycje Wettynów w Rzeszy i pomóc w zdobyciu korony cesarskiej. Za jego panowania doszło do III wojny północnej.

### Wojna domowa na Litwie 1700
Dla złamania istniejącej na Litwie supremacji rodu Sapiehów tamtejsza szlachta wysunęła postulat koekwacji praw Korony Królestwa Polskiego i Wielkiego Księstwa Litewskiego, przeprowadzonej 19 czerwca 1697 roku. Zrównanie praw polskiego i litewskiego miało ograniczyć atrybuty urzędu hetmańskiego i podskarbińskiego, oddając kontrolę nad wojskiem i skarbem w ręce szlachty. Koekwacja miała znieść odrębności ustrojowe Litwy, dające przewagę magnaterii.
W obliczu wojny domowej, przywódcy opozycji antysapieżyńskiej poprosili o przysłanie na Litwę wojsk saskich. Do uspokojenia doszło pod koniec grudnia 1698 roku dzięki mediacji saskiej, zatwierdzonej przez Augusta II. Nowe walki wybuchły jednak już w 1700 roku, doprowadzając do klęski Sapiehów w bitwie pod Olkienikami.

### Wojna północna
August II rozpoczął starania o nabytki nadbałtyckie. Już w podpisanych pactach conventach zobowiązywał się do odzyskania utraconych ziem Rzeczypospolitej. Po odzyskaniu dla Polski Podola (pokój karłowicki w 1699 roku), uwagę swą skierował na Inflanty. Państwa tworzące Ligę północną zmierzały do osłabienia pozycji Szwecji nad Bałtykiem. August II liczył na odzyskanie Inflant, które miały stanowić dziedziczne władztwo Wettynów. Król zamierzał dzięki tej zdobyczy wzmocnić władzę monarszą w Polsce. Elektor saski wszedł w sojusz z Danią i Rosją.
W 1700 r. saski atak na Inflanty rozpoczął III wojnę północną. August II przystąpił do wojny bez zgody sejmu. Rzeczpospolita nie była oficjalnie stroną konfliktu. Król Szwecji Karol XII bardzo szybko pobił Duńczyków i skierował się przeciwko Rosji, którą pokonał w bitwie pod Narwą. W 1701 r. armia szwedzka wkroczyła w granice Rzeczypospolitej.

#### Pierwsza elekcja Stanisława Leszczyńskiego
Szlachta koronna podzieliła się na dwa wrogie obozy – na początku 1704 r. przeciwnicy Augusta zawiązali konfederację warszawską i ogłosili bezkrólewie, a nieco później zwolennicy Sasa utworzyli konfederację generalną w Sandomierzu. W lipcu grupa przeciwników Augusta II pod militarną presją Szwedów, obrała królem wojewodę poznańskiego Stanisława Leszczyńskiego.

#### Wojna domowa w Polsce
Rozpoczęła się faktycznie wojna domowa. W sierpniu 1704 w Narwie August w imieniu Rzeczypospolitej zawarł sojusz z Rosją. Oznaczało to, iż Polska przystąpiła oficjalnie do wojny ze Szwecją, po stronie Rosji. Niestety okupacja elektoratu Saksonii przez Szwedów zmusiła Augusta do abdykacji na mocy pokoju w Altranstädt w 1706. Gdy latem 1709 Piotr I pokonał Szwedów w bitwie pod Połtawą, Leszczyński pozbawiony pomocy Karola XII uszedł do Szczecina. Chociaż wojna północna nie uszczupliła polskiego terytorium, przyniosła straszliwe zniszczenia, potęgowane przez epidemie. August II odzyskał tron Polski, podjął próbę wzmocnienia władzy królewskiej, korzystając z obecności wojsk saskich w Rzeczypospolitej. Spowodowało to antykrólewskie wystąpienia.

#### Konfederacja tarnogrodzka
Zachowanie stacjonujących wojsk saskich w dotkniętej nieurodzajami Rzeczypospolitej doprowadziło do spięć ze szlachtą, która od 1714 roku zaczęła zawiązywać lokalne konfederacje przeciwko Sasom.
W listopadzie 1715 zawiązano konfederację tarnogrodzką, która za cel działania miała usunięcie wojsk saskich i Augusta II z Polski. Dzięki mediacji rosyjskiej 6 listopada 1716 roku doszło do zawarcia porozumienia w Warszawie, potwierdzonego przez Sejm niemy 1 lutego 1717 roku. Król i szlachta stanowczo odrzucili próbę Piotra I objęcia rosyjską gwarancją postanowień układu warszawskiego. Postanowienia sejmu regulowały stosunki polsko-saskie na zasadzie unii personalnej. Urzędnicy polscy i ministrowie sascy mogli decydować tylko w sprawach własnego kraju, nie ingerując w politykę sąsiada:
- zakazano królowi na dłużej opuszczać kraj
- konstytucje sejmu niemego wprowadziły umiarkowane reformy
- ograniczono uprawnienia hetmanów w zakresie polityki zagranicznej
- reformy skarbowości
- samodzielność sejmików
- uchwalono budżet państwa
- król nie mógł rozpocząć wojny bez zgody sejmu
- ustanowiono stałą 24-tysięczną armię

Po Sejmie niemym 1717 roku nastąpił 15-letni okres pokoju.

### Wojna o sukcesję polską

#### Druga elekcja Stanisława Leszczyńskiego

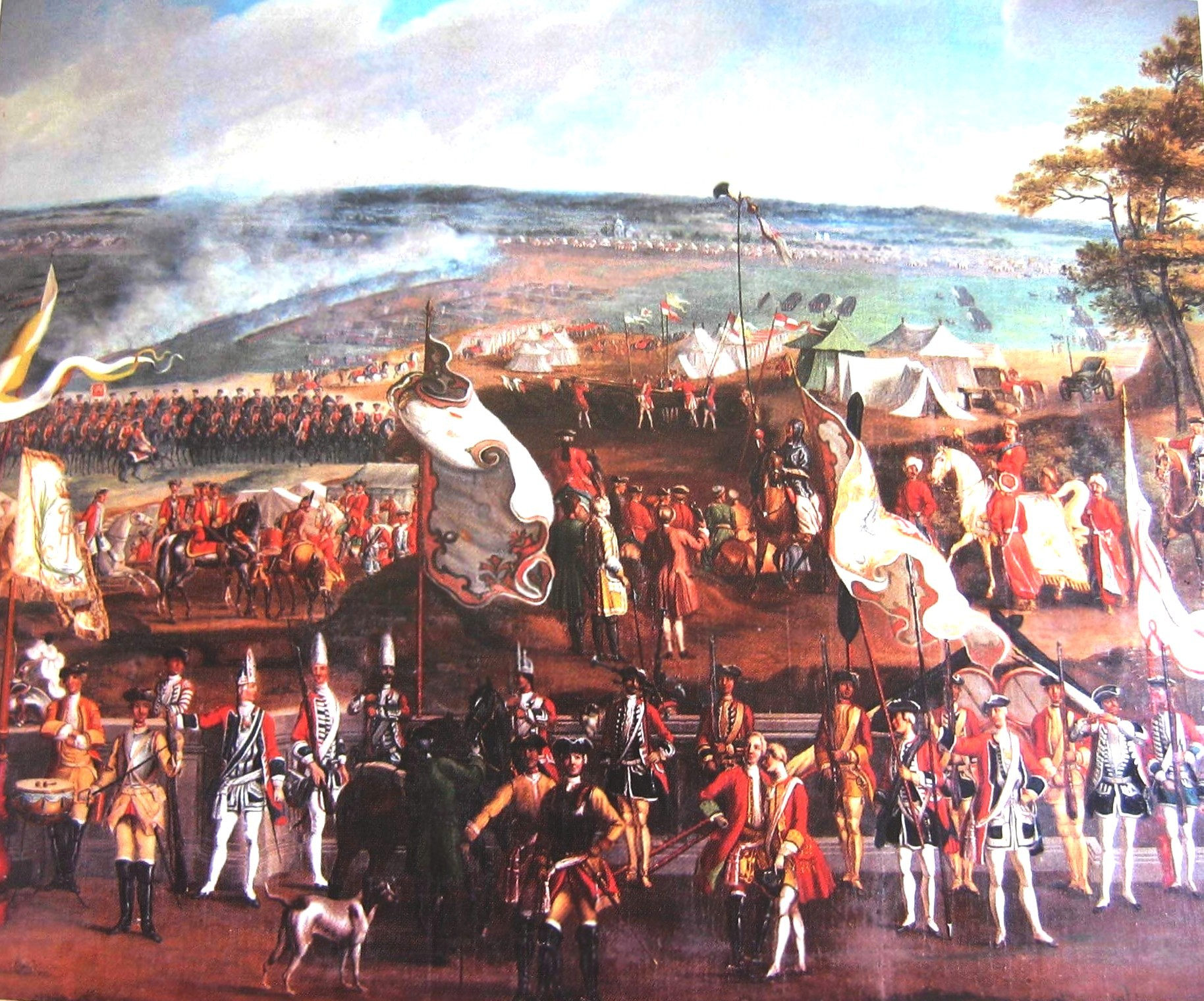
Kampament na polach Czerniakowa w 1732

Po śmierci Augusta II Mocnego w 1733 roku szlachta opowiedziała się przeciwko powoływaniu na tron Polski cudzoziemca, a następnie we wrześniu zgromadzeni wybrali na króla Stanisława Leszczyńskiego, którego wspierała Francja. Wcześniej dwukrotnie zasiadał na tronie (1706–1709 i tylko formalnie w 1733). Zawarł (1705 r.) niefortunny traktat ze Szwecją, uzależniając od niej Polskę do czasu bitwy pod Połtawą. Gorący wielbiciel sztuki i mecenas artystów, postępowy pisarz polityczny, przeciwnik liberum veto, zwolennik wzmacniania władzy królewskiej i ważnych instytucji. Nie akceptował poddaństwa osobistego chłopów, z szacunkiem pisał o ich pracy.

#### Elekcja Augusta III Sasa

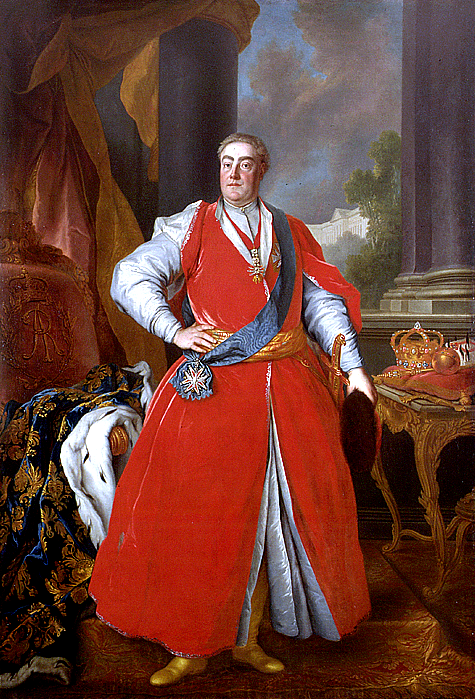
Portret króla Augusta III w stroju polskim

Wybór Leszczyńskiego zaniepokoił Rosję i Austrię. Wojska rosyjskie i saskie wkroczyły w październiku 1733 roku do Polski i doprowadziły do wyboru na króla Augusta III. Doprowadziło to do wypowiedzenia przez Francję wojny Austrii i tym samym do wojny o sukcesję polską. W 1734 roku stronnicy Leszczyńskiego zawiązali konfederację dzikowską, która stawiała opór zbrojny Rosjanom i Sasom do 1735 r.

### Panowanie Augusta III Sasa
Panowanie Augusta III przyniosło niemal stały paraliż sejmu, za jego rządów tylko 1 z 14 sejmów doszedł do skutku (sejm pacyfikacyjny z 1736 roku) wobec powszechnie stosowanej przez koterie magnackie (głównie Czartoryskich) zasady liberum veto.
Państwa ościenne oraz Francja przeznaczały znaczne sumy na opłacanie polskich polityków działających na zlecenie obcych dworów. Polscy magnaci chętnie brali pieniądze od obcych, gdyż oczekiwania dworów były zgodne z ich interesem – nie dopuścić do wzmocnienia władzy monarszej, powiększyć swoje wpływy i majątek. Mocarstwa wpływające na losy Środkowej Europy pragnęły zachować wewnętrzną i międzynarodową słabość Polski. Ponieważ wpływy obce równoważyły się szlachta uważała, że stanowi to gwarancję i nienaruszalność granic. Hasło Polska nierządem stoi wyrażało zgubne przeświadczenie, że sąsiedzi będą tolerować istnienie Rzeczypospolitej słabej, nie zagrażającej ich interesom. Militarna słabość Polski spowodowała, że przez jej tereny przechodziły obce wojska, zachowując się jak w kraju zdobytym.

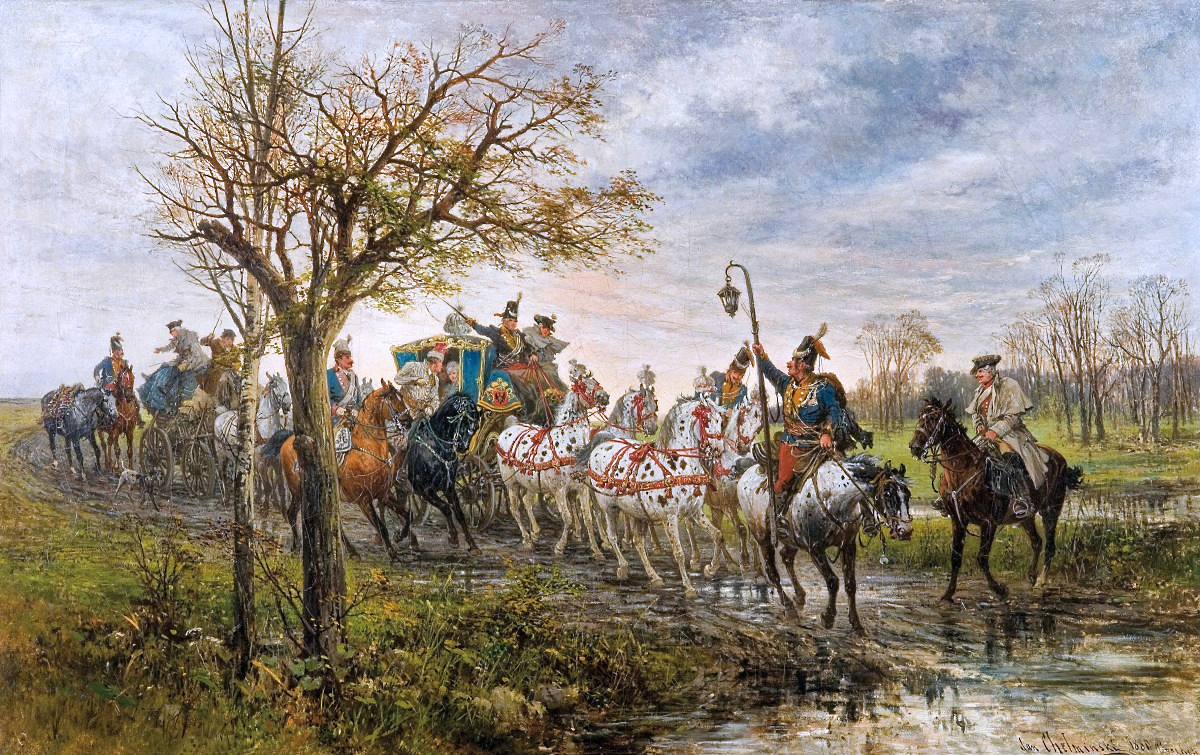
Dwór polskiego magnata w podróży w czasie panowania Augusta III

Po sejmie pacyfikacyjnym Czartoryscy i kasztelan krakowski, Stanisław Poniatowski, ojciec króla, związali się z Rosją licząc, że to ułatwi im odzyskanie wpływów utraconych po elekcji Augusta III. Potoccy utrzymywali kontakty z Francją i Prusami. Czartoryscy opowiedzieli się za reformacją skarbowo-wojskową (aukcja – powiększenie armii). Na sejmie w Grodnie (1744 r.) Potoccy opłaceni przez króla Prus zablokowali reformy. Podobnie było na kolejnych sejmach.
U schyłku panowania Augusta III pojawiły się głosy nawołujące do całkowitych reform. Wcześniej Czartoryscy, jak i Potoccy, formułowali programy zmian, ale skutecznie uniemożliwiali swoim konkurentom ich realizację.
Już w 1749 r. ukazała się przypisywana Stanisławowi Leszczyńskiemu praca publicystyczna Głos wolny wolność ubezpieczający. Autor proponował oczynszowanie chłopów i nadanie im wolności osobistej. Zalecał usprawnienie pracy sejmu, ograniczenie liberum veto, reformę podatków. Szczególne znaczenie miała publicystyka Stanisława Konarskiego. W dziele O skutecznym rad sposobie proponował zniesienie liberum veto, reformę sposobu sejmowania, powołanie stałego rządu (rada poselsko-senatorska).
Oprócz kwestii ustrojowo-politycznych dużo miejsca zajmowała w nim gospodarka. Konarski podkreślał konieczność uruchomienia manufaktur, uzdrowienia systemu finansowego, lepszego kształcenia młodzieży. Do wyludnionych po wojnie północnej miast zaczęto osadzać kolonistów na prawie czynszowym. Gospodarka czynszowa – to taka, w której chłop płacił panu określoną sumę pieniędzy za uprawianą ziemię. Elementy gospodarki czynszowej powodowały wzrost obrotów pieniężnych i ożywiały popyt na produkty rzemieślnicze.

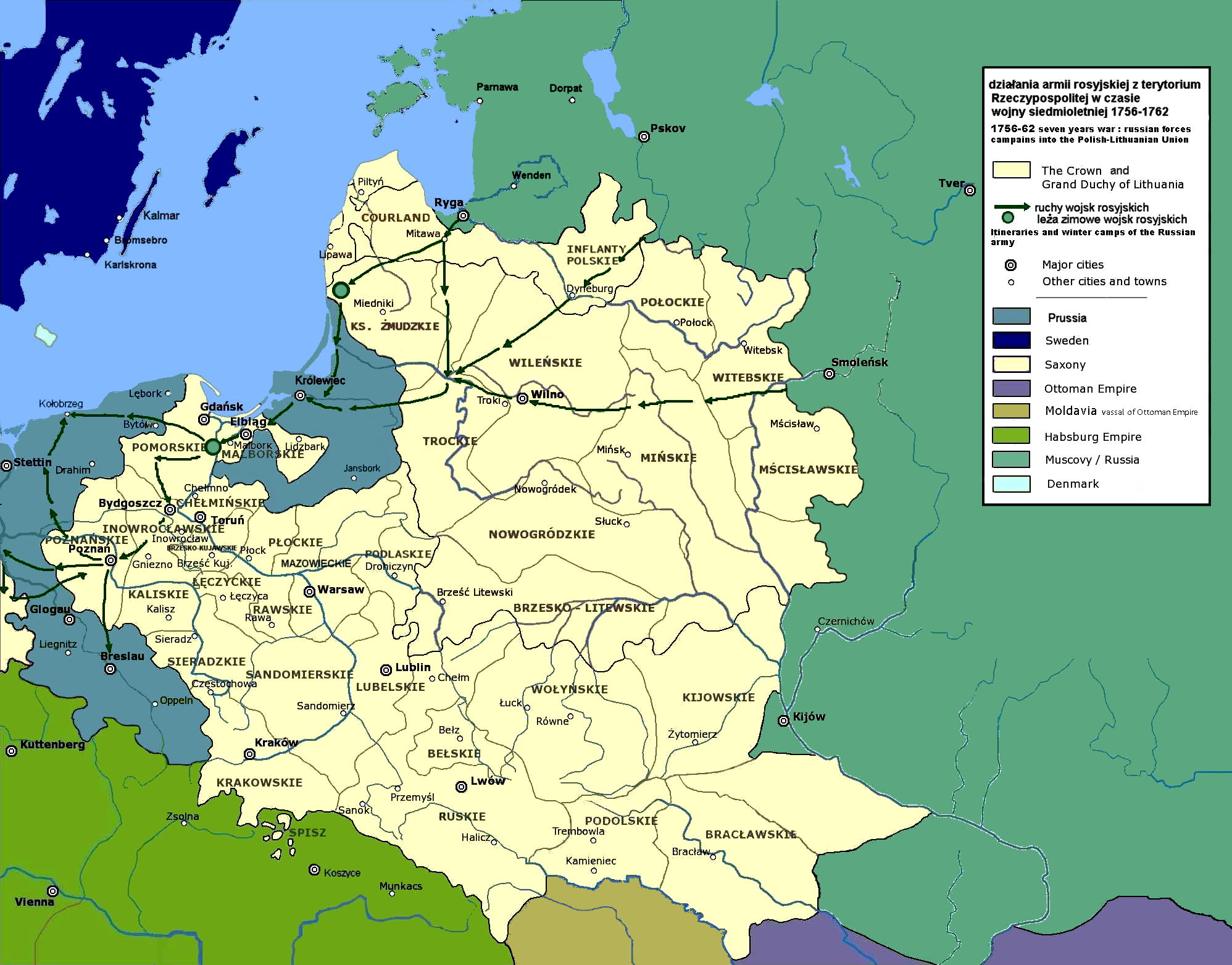
Operacje armii rosyjskiej z terytorium Rzeczypospolitej w latach 1756–1762, w czasie wojny siedmioletniej

Trwające ponad pół wieku rządy saskie nasiliły widoczny od poł. XVII w. kryzys państwa. Oligarchia magnacka zatriumfowała, a Rzeczpospolita z państwa silnego, aspirującego do pozycji regionalnego mocarstwa stała się krajem o ograniczonej suwerenności, w pełni zależnym od sąsiadów.

## System władzy, rządy sejmikowe

### Parlamentaryzm
W czasach panowania królów z dynastii saskiej 4 przewidziane prawem sejmy nie odbyły się w ogóle. Z pozostałych 35, które zdołały się zebrać, zerwanych zostało 15, 8 rozeszło się bez uchwalenia konstytucji, 4 limitowano, odbyło się jedynie 8 sejmów, które zakończyły się uchwaleniem konstytucji.
Rolę sejmu przejmował Trybunał Koronny i Trybunał Główny Wielkiego Księstwa Litewskiego. Trybunały zajmowały się ustalaniem kursu monet, przejęły sprawy nadawania nobilitacji i indygenatu. Wiele decyzji podejmowanych zwykle przez sejm stanowiono na radach Senatu.

#### Przewaga magnaterii
Ponieważ władza królewska była bardzo słaba, krajem rządzili magnaci, którzy uzależnili od siebie szlachtę, posiadającą formalnie te same prawa polityczne. Oprócz olbrzymich posiadłości i wspaniałych pałaców magnaci mieli też własne oddziały wojskowe, a szlachta, stanowiąca ich klientelę głosowała zgodnie z ich wolą na sejmikach i na sejmach. W II poł. XVII w. ustalił się zwyczaj, że gdy poseł na sejmie wołał „veto” sejm był nieważny. Do pierwszego liberum veto doszło w 1652 r., kiedy za namową magnatów poseł Władysław Wiktoryn Siciński z Upity nie dopuścił do przedłużenia obrad. Za Augusta zrywany był mniej więcej co drugi sejm. Gdy szlachcie nie odpowiadała polityka króla, buntowała się ona przeciw jego władzy i tworzyła związki zbrojne, zwane rokoszami i konfederacjami. Ponieważ w kraju nie było silnej władzy, królowi i centralnym urzędnikom było bardzo trudno czuwać nad całością państwa.
W poszczególnych województwach rządziły sejmiki, które troszczyły się o potrzeby szlachty z danej okolicy, a nie interesowały się sprawami całego państwa. Ten stan rzeczy szlachta nazywała „złotą wolnością”. Była dumna z tej wolności i uważała, że Polska spośród wszystkich państw ma najlepsze prawa.
Stąd zrodził się pacyfizm szlachecki, przekonanie, że słabe państwo, niestanowiące zagrożenia dla sąsiadów, może obronić swoją niepodległość przez nieangażowanie się w konflikty zbrojne.
Szlachta była przekonana, że państwu nic nie zagraża, poza dążeniem władców do absolutyzmu. Dlatego państwo nie miało zapewnionej obrony. Stała armia wciąż była nieliczna. Ponieważ szlachta płaciła bardzo niskie podatki, brak było pieniędzy na utrzymanie wojsk. Bojąc się absolutyzmu Wettynów, z pomocą Rosji, szlachta wymogła na Auguście II ograniczenie liczby wojsk Rzeczypospolitej (sejm niemy 1717). W I poł. XVIII w. armia polska nie przekraczała 12 tys., w tym czasie armie pruska i rosyjska liczyły każda ponad 100 tys. żołnierzy.

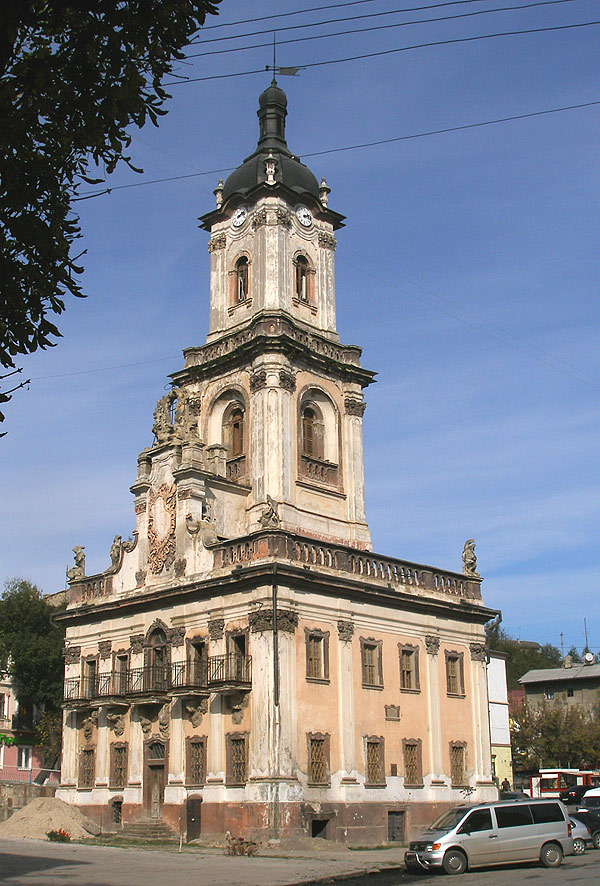
Ratusz w Buczaczu z 1751 roku

## Kultura i życie umysłowe

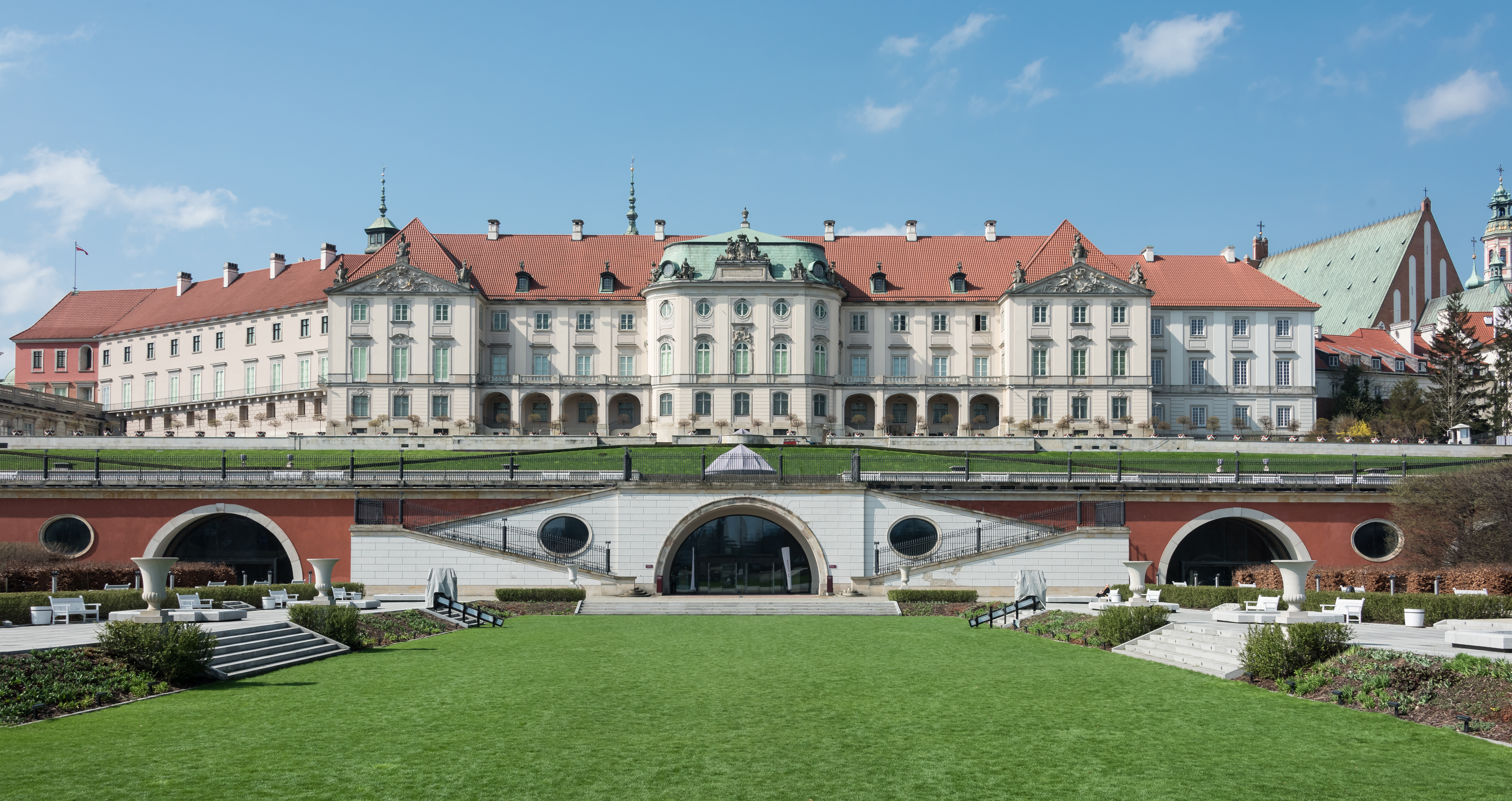
Zamek królewski – fasada saska

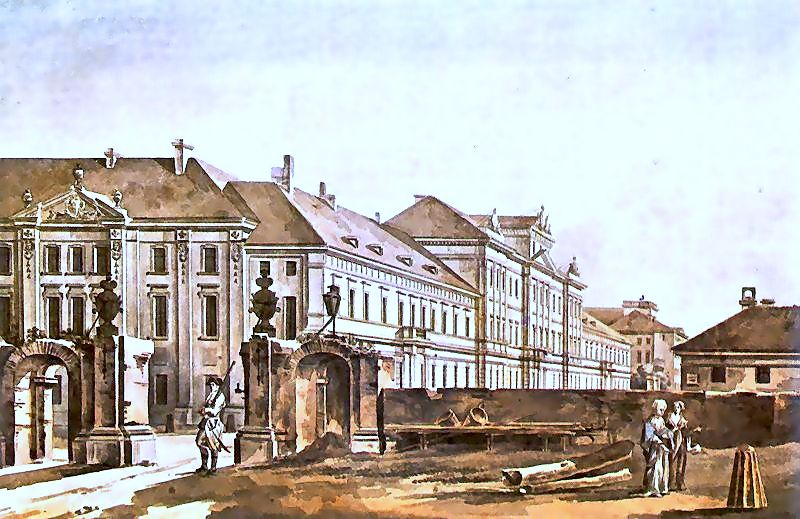
Collegium Nobilium pijarów w Warszawie

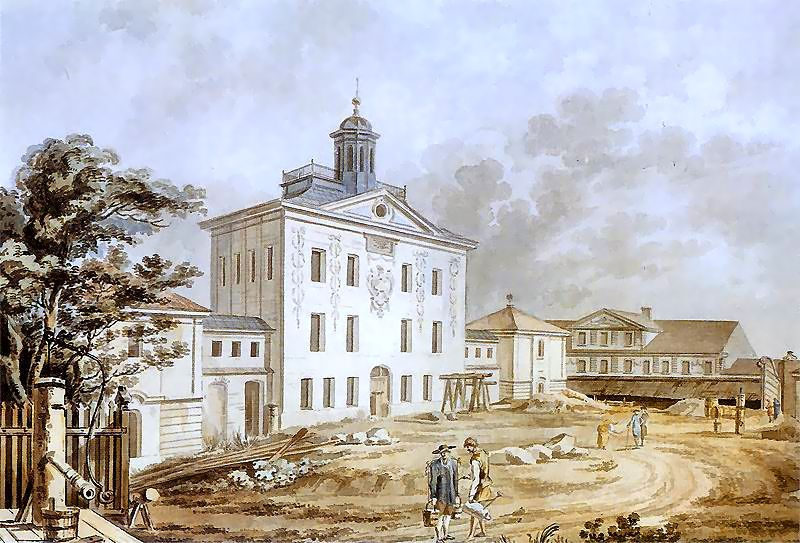
Biblioteka Załuskich

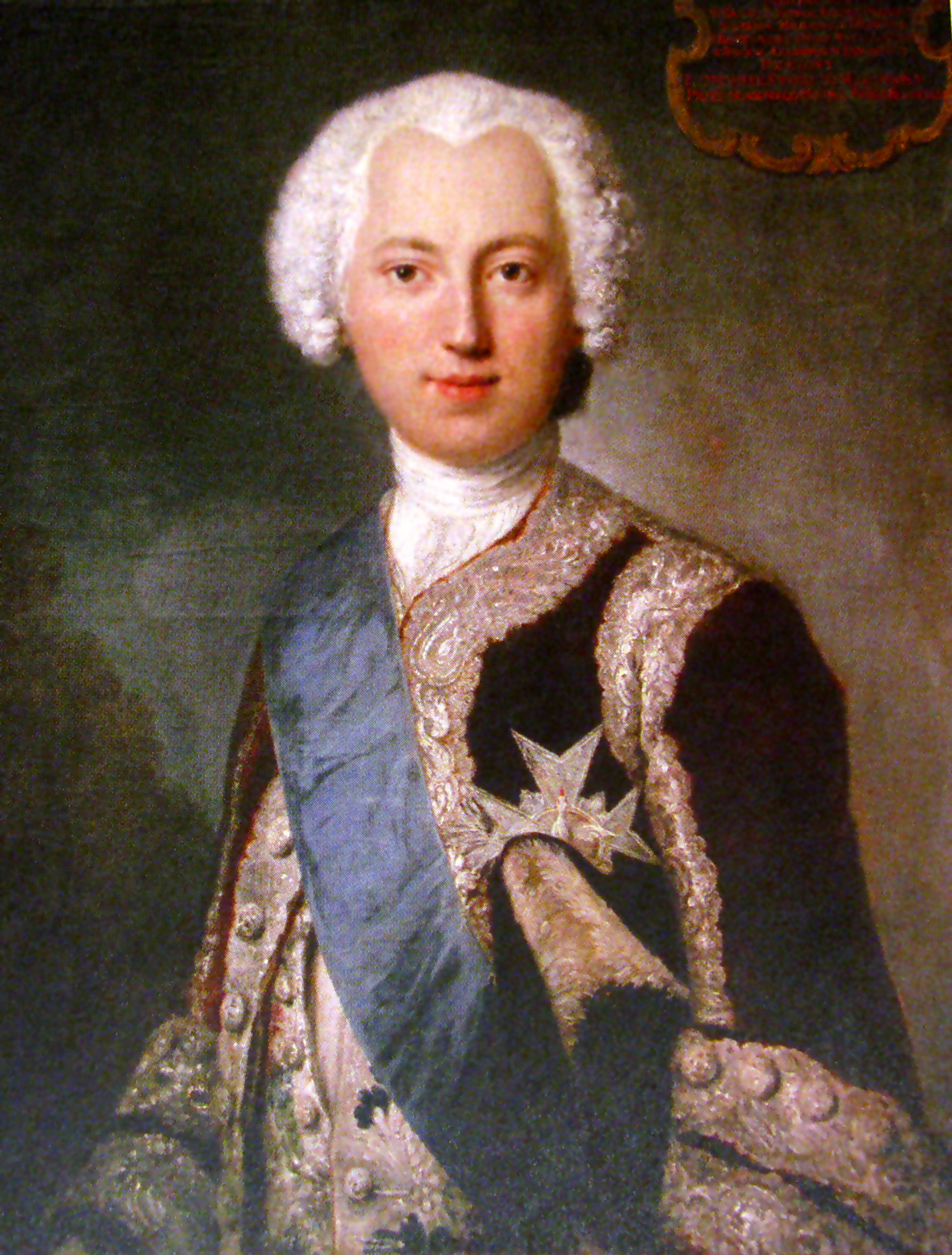
Książę Józef Aleksander Jabłonowski, historyk, bibliograf, mecenas sztuki, założyciel Towarzystwa Naukowego Jabłonowskich w Lipsku

Poziom życia umysłowego i kulturalnego w Polsce był od początku panowania Augusta II Mocnego do lat 40. XVIII wieku bardzo niski, na skutek wojny domowej i anarchii, co pokazuje panujący w tym okresie wielki zastój na polu prac naukowych, bardzo mała liczba przekładów literackich – zupełny brak wznowień dzieł poezji polskiej (np. dzieła Kochanowskiego nie były wznawiane od roku 1639 aż do panowania Stanisława Augusta Poniatowskiego), czy nawet bardzo mała liczba wydań artystycznej literatury drugorzędnej. Warci wspomnienia są tylko nieliczni autorzy z tego okresu, tacy jak: Józef Baka, Jan Damascen Kaliński, Jan Skorski, Jan Stanisław Jabłonowski, Wacław Piotr Rzewuski, Wojciech Stanisław Chrościński oraz Elżbieta Drużbacka. Z prozaików tego okresu wyróżniał się pamiętnikarz Jędrzej Kitowicz. W odpowiedzi na kryzys państwa w czasach saskich powstały takie dzieła jak O skutecznym rad sposobie Stanisława Konarskiego oraz Głos wolny wolność ubezpieczający przypisywany Stanisławowi Leszczyńskiemu.
August II Mocny sprowadzał do Drezna i Warszawy zespoły francuskie, grające repertuar klasycystyczny, zbudował w stolicy Polski 7 sal teatralnych. August III Sas w 1748 roku wzniósł w Ogrodzie Saskim w Warszawie Operalnię, budynek teatralny bogato wyposażony w maszyny i dekoracje. Angażował znakomite zespoły włoskiej commedia dell’arte, opery i baletu.
Aktywność sceny królewskiej pobudzała zainteresowania teatralne magnatów. Naśladując dwór, zakładali oni teatry w swoich rezydencjach, sprowadzali solistów i zespoły aktorskie z zagranicy. Najwyższy poziom reprezentowały teatry Urszuli Radziwiłłowiej w Nieświeżu i Wacława Rzewuskiego w Podhorcach, gdzie obok sztuk wykonywanych przez zespoły francuskie i włoskie grano utwory polskie napisane przez samych właścicieli teatrów.
Dopiero od lat 40. XVIII w. dają się zauważyć pierwsze symptomy ożywienia kulturalnego. Wobec upadku Akademii Krakowskiej, ciężar szkolnictwa wyższego przejmują kolegia jezuickie i pijarów. Następuje wzrost liczby zakonów katolickich i prowadzonych przez nie dzieł. W 1720 roku powstało w Gdańsku oświeceniowe towarzystwo naukowe Societas literaria. W 1743 roku powołano kolejne towarzystwo naukowe societas physicae experimentalis z własną biblioteką i laboratorium. Sponsorował je Józef Aleksander Jabłonowski. Prasy drukowanej wydawano więcej niż w XVII wieku, lecz były to wydawnictwa koncentrujące się głównie na dewocji i retoryce (kalendarze, literatura religijna, wzory mów, porady).
W 1740 r. Stanisław Konarski założył Collegium Nobilium w Warszawie, elitarną szkołę kształcącą młodzież szlachecką. Po 1754 pijarzy, później jezuici zreformowali szkolnictwo zakonne. Jezuici utworzyli kolegia szlacheckie, przygotowujące synów szlachty i magnaterii do pełnienia ważnych funkcji państwowych. Po 1746 roku utworzono jezuickie kolegia szlacheckie w Kaliszu, w 1749 roku we Lwowie, w 1751 roku w Wilnie i Ostrogu, w 1752 roku w Warszawie, w 1753 roku w Lublinie, w 1756 roku w Poznaniu. Skupiały wybitnych pedagogów (m.in.: Jan Chrzciciel Albertrandi, Jan Bielski, Franciszek Bohomolec, Józef Boreyko, Józef Karsznicki, Adam Tadeusz Naruszewicz, Józef Feliks Rogaliński, Karol Wyrwicz, Franciszek Paprocki, Michał Kociełkowski, Tomasz Skierzyński.)
W szkołach średnich obok łaciny pojawiły się języki nowożytne (jednak nadal nie nauczano języka polskiego), zwiększono zakres nauczania przedmiotów ścisłych. W 1747 r. bracia Załuscy założyli w Warszawie bibliotekę Załuskich otwartą dla szerszej publiczności (liczący 400 tysięcy tomów, 20 tysięcy rękopisów i 40 tysięcy rycin zbiór – jeden z największych w Europie), która dała początek Bibliotece Narodowej.
Czasy saskie były ostatnim etapem rozwoju budownictwa barokowego, które po regresie związanym z wojną domową i anarchią, zaczęło ponownie rozwijać się od lat 40. XVIII w. Obok inwestycji dworskich, np. Osi Saskiej i fasada od strony Wisły Zamku Królewskiego w Warszawie, powstały liczne barokowe rezydencje magnackie (np. Pałac Branickich w Białymstoku, Pałac Brühla w Warszawie, Pałac Biskupów Krakowskich w Warszawie, Pałac w Radzyniu Podlaskim, Pałac w Rydzynie, Pałac biskupi w Ciążeniu). W wielu z nich pojawiły się elementy rokokowe. W budownictwie sakralnym przodowały Warszawa (Kościół Wizytek w Warszawie) i Wilno, gdzie dominował barok emocjonalny (nurt – barok wileński). Wybitnymi przykładami architektury barokowej powstałej w czasach saskich były Kościół Dominikanów we Lwowie, Ratusz w Buczaczu i Kościół w Berezweczu. W tym okresie przebudowano też kościół Pijarów na Skałce w Krakowie oraz w Świętej Lipce. Rozwinęła się też wtedy lwowska rzeźba rokokowa. Spośród rzeźbiarzy zaznaczyli się Jan Jerzy Plersch, Antoni Frączkiewicz, Wojciech Rojewski, Jan Henryk Meissner, Jan Chryzostom Redler, Maciej Polejowski, Jan Jerzy Pinzel.

## Gospodarka
Dziedziną, w której inwestowano najwięcej, było budownictwo. Miasta polskie wzbogaciły się o nowe, rokokowe kościoły i pałace. W Warszawie powstały nowe szpitale, opera, pierwsza biblioteka publiczna (oddana narodowi przez Załuskich) oraz założona przez Stanisława Konarskiego wyższa szkoła dla młodzieży szlacheckiej – Collegium Nobilium. Natomiast magnaci świeccy i duchowni oddawali się rozrzutnej konsumpcji. Szlachta nawet często powiadała: Za króla Sasa jedz, pij i popuszczaj pasa! W czasie wojny siedmioletniej Fryderyk II wszedł w posiadanie zdobytych w Saksonii oryginalnych polskich stempli menniczych, co pozwoliło mu zalać Rzeczpospolitą bezwartościową monetą tzw. efraimkami, bitymi przez Veitela Heinego Ephraima, co spowodowało odpływ wartościowej monety kruszcowej z Rzeczypospolitej i ogromny wzrost cen. Na podstawie ordynacji z 20 lipca 1750 roku królowi Augustowi III udało się rozszerzyć zakres władzy królewskiej w Gdańsku.

### Rolnictwo
W II poł. XVII w. i na początku XVIII w. gospodarka chyliła się ku upadkowi, gdyż Rzeczpospolita była nieustannie niszczona przez armie nieprzyjacielskie. Znaczna część ziem leżała przez długie lata odłogiem, a gospodarstwa chłopskie często nie miały inwentarza koniecznego do uprawy ziemi. Dużo gruntów zagarnęła szlachta powiększając swoje folwarki, przez co wzrosła liczba chłopów bezrolnych i małorolnych. Powiększenie folwarków spowodowało podwyższenie pańszczyzny. Nastąpiło natomiast zwiększenie rentowności dóbr królewskich, dzięki zastosowaniu w administracji najnowszych zdobyczy saskiej kameralistyki. Pod koniec panowania Augusta III, przeniknął do Polski najnowszy prąd gospodarczy – fizjokratyzm, upatrujący w wielkich gospodarstwach rolnych podstawę gospodarki kraju.
Około 1740 roku podjęto próbę reform stosunków włościańskich w duchu nowoczesnym w wielkich latyfundiach magnackich Jabłonowskich, Zamoyskich, Lubomirskich, Czartoryskich i Poniatowskich.

### Miasta
Ciężka sytuacja wsi odbiła się niekorzystnie również na miastach. Chłopi nie kupowali wyrobów rzemieślniczych, bo nie mieli pieniędzy, szlachta sprowadzała potrzebne jej towary przeważnie z zagranicy. W XVI wieku sejm uchwalił wiele ustaw niekorzystnych dla mieszczan. Wojny, zwłaszcza szwedzkie, do reszty wyniszczyły kraj. Miasta świetnie rozwijające się potem zaczęły się wyludniać. W wielu liczba ludności zmniejszyła się o połowę. Nowym zjawiskiem było pojawienie się magnackich manufaktur. Produkcja oparta na pracy chłopów pańszczyźnianych kierowanych przez fachowy nadzór produkowała wyroby luksusowe (pasy kontuszowe/słuckie, gobeliny), produkty na potrzeby wojska i magnackich włości. Nastąpiła też agraryzacja miast, mieszczanie oderwani od rzemiosła, zajęli się uprawą ziemi, mieszkając nadal w mieście.